# TRT Haber
TRT Haber est une chaîne de télévision turque. Elle diffuse ses programmes par voie hertzienne et est également reprise par certains cablo-opérateurs turcs et européens.

## Présentation de la chaîne
Au mois de mars 2010, la seconde chaîne turque TRT 2 disparaît pour laisser place à TRT Haber (en français haber signifiant informations). Elle devient la seconde chaîne d'information du groupe TRT après la transformation de TRT International, version satellitaire de la télévision turque à destination de la diaspora en TRT Türk, chaîne info à vocation internationale. Celle-ci reprend d'ailleurs certains programmes de TRT Haber, en direct ou en différé.
Le 22 février 2019, le groupe audiovisuel public TRT remet à l'antenne la version d'origine de TRT 2 (c'est-à-dire la version d'avant 2010).

## Programmes
La chaine est très proche de l'AKP, le parti au pouvoir.

## Diffusions
TRT Haber est diffusée sur Turksat ainsi que sur le bouquet DigiTurk sur Eutelsat.